# دیوید مک کورمیک
دیوید هارولد مک کورمیک (زاده ۱۷ اوت ۱۹۶۵) یک تاجر و سیاستمدار آمریکایی است. مک کورمیک از سال ۲۰۲۰ تا ۲۰۲۲ به عنوان مدیر عامل بریجواتر، یکی از بزرگ‌ترین صندوق‌های تأمینی جهان، خدمت کرد او شوهر دینا پاول است.
مک کورمیک، یکی از اعضای حزب جمهوری‌خواه، در دوران دولت جورج دبلیو بوش ، معاون وزیر خزانه داری در امور بین‌الملل بود. در ژانویه ۲۰۲۲، مک کورمیک اعلام کرد که برای کرسی سنای ایالات متحده که سناتور بازنشسته پت تومی در اختیار دارد، نامزد می‌شود. او در انتخابات مقدماتی جمهوری خواهان با کمتر از ۱۰۰۰ رای مغلوب مهمت اوز شد.
او در انتخابات مقدماتی حزب جمهوریخواه برای سنا از پنسیلوانیا پیروز شد و هم‌اکنون در حال رقابت با سناتور باب کیسی جونیور است.